# Willi Laschet

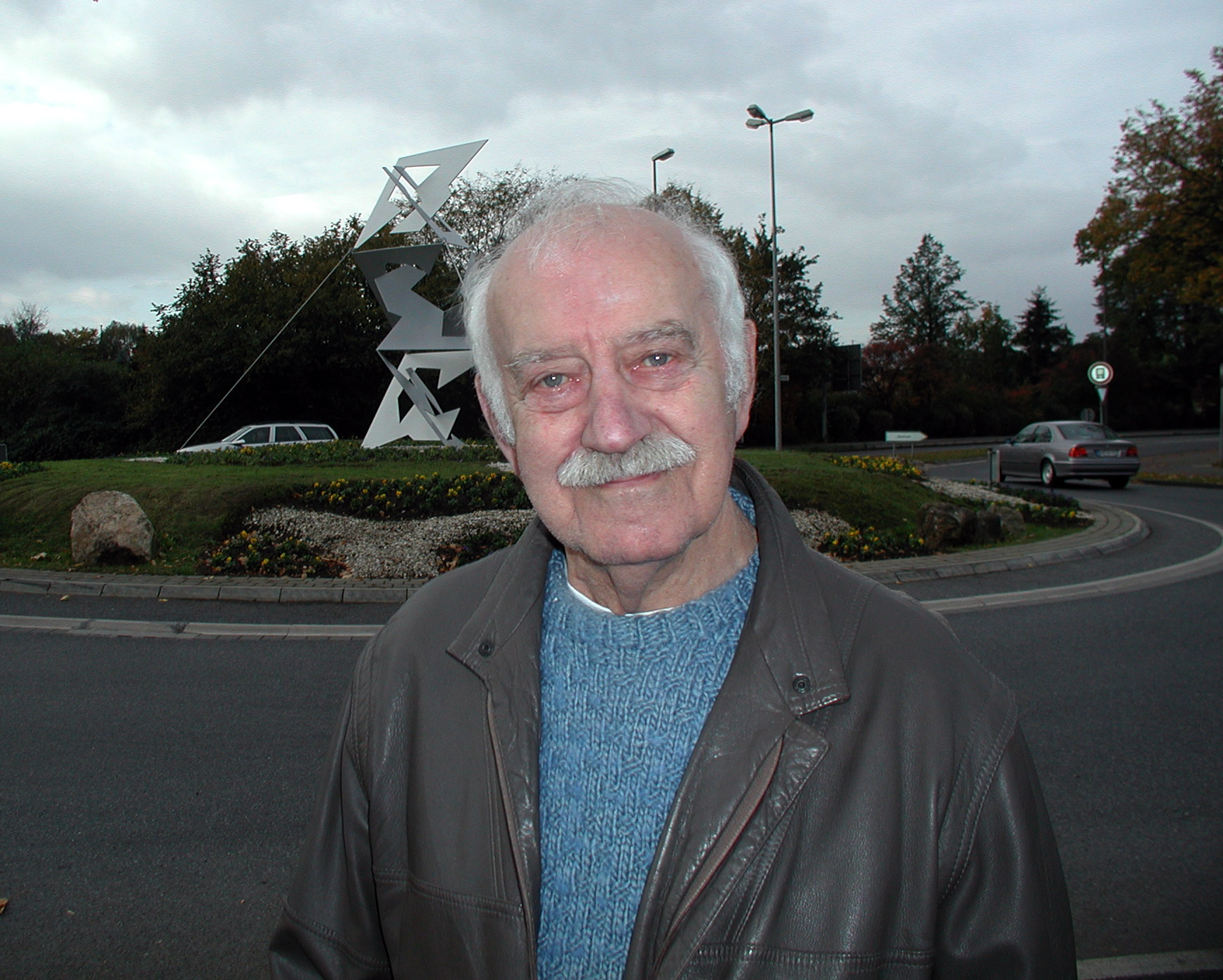
Willi Laschet vor einem seiner Objekte in Wesseling 2006

Willi Laschet (* 22. November 1920 in Trier; † 30. Juli 2010 in Hürth) war ein deutscher Maler, Graphiker, Plakatmaler und bildender Künstler, der zuletzt in Hürth lebte und arbeitete. Laschet war einer der letzten Maler großflächiger, zum Teil über 25 Quadratmeter großer Kinoplakate, die früher an den Fassaden der Lichtspieltheater auf den jeweils aktuell laufenden Film hinwiesen.

## Leben
Laschet besuchte in Trier das Friedrich-Wilhelm-Gymnasium, da ihn sein Vater für eine Priesterlaufbahn vorgesehen hatte. Laschet zog es aber lieber zur Kunst. So studierte er an der Trierer Meisterschule des Deutschen Handwerks das Fach Kunst mit Malerei und Graphik, bis er 1941 zum Wehr- und anschließendem Kriegsdienst eingezogen wurde. Mit Rommels Armee geriet er in amerikanische Gefangenschaft und wurde in die USA verschifft. Erst 1947 nach Rückkehr aus der Kriegsgefangenschaft fand er erste Aufträge zunächst als Portraitmaler dann aber schon bald in seinem künftigen Metier als Kinoplakatmaler für das „Scala-Theater“ in Bitburg. Dort entstanden auch nebenher aus seiner Hand Werbeplakate für das weltbekannte Bitburger Pils. Erst sein Umzug nach Köln und die Übernahme eines etablierten Plakatmalateliers mit Kunden im ganzen Rheinland brachte sicheren Lebensunterhalt.
1967 zog die Familie dann nach Hürth. Der Niedergang der großen Lichtspielhäuser und der Wegfall der Sorge für das tägliche Einkommen gab Laschet hier in seinem Atelier mehr Raum und Zeit für freie Malerei. Er dozierte zudem bis zu seinem 86. Lebensjahr an der Volkshochschule und hielt außerdem Kontakt zu vielen Schulen, um für die Malerei zu begeistern.
Er verstarb im Alter von fast 90 Jahren am 30. Juli 2010 in Hürth.

## Werk

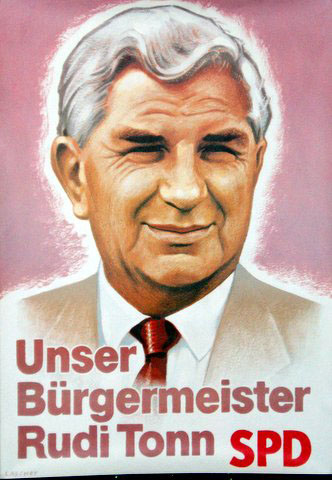
Wahlkampf in Hürth: Rudi Tonn

Laschets Plakate zeichnen sich sowohl durch besonderen Realismus in der Personendarstellung aus, als auch durch Ausdrucksstärke wie zum Beispiel bei Plakaten für den Weißen Hai, den Jurassic Park oder in seinen Plakaten für die SPD im Wahlkampf in den 1980er Jahren in seinem Wohnort Hürth.
In seinen letzten Wirkungsjahren arbeitete er auch an Objekten und Skulpturen. Eine von ihm entworfene Metallskulptur wurde Ende Oktober 2006 von der nahe gelegenen Raffinerie gesponsert auf einem Wesselinger Verkehrskreisel aufgestellt.
Laschet stellte seine Bilder und Objekte aber auch erhalten gebliebene Großplakate aus in vielen Orten im gesamten Rheinland aber unter anderem auch in Luxemburg, Trier und Wiesbaden. Ein Teil seiner Plakate ist im Deutschen Filminstitut in Frankfurt am Main archiviert.

## Würdigungen
An Auszeichnungen für sein Lebenswerk erhielt er den Kulturpreis seiner Heimatstadt Hürth (1995), den Kulturpreis des Rhein-Erft-Kreises (1996) und den Rheinlandtaler des Landschaftsverbandes Rheinland.
Der Landschaftsverband Rheinland produzierte über seinen Laureaten und sein Werk eine filmische Dokumentation, die am 26. April 2006 im Hürther Bürgerhaus in seiner Anwesenheit uraufgeführt und vielen interessierten Freunden, Kunstinteressierten, Sammlern und Kinoliebhabern vorgestellt wurde.